# السيباني (ضرما)
السيباني، هي قرية من فئة (أ) تقع في محافظة ضرما، والتابعة لمنطقة الرياض في السعودية. لقبيلة المساردة من قحطان وتبعد السيباني عن محافظة ضرما بمسافة تقارب () كم.